# Birgaon
Birgaon là một thị trấn thống kê (census town) của quận Raipur thuộc bang Chhattisgarh, Ấn Độ.

## Nhân khẩu
Theo điều tra dân số năm 2001 của Ấn Độ, Birgaon có dân số 23.352 người. Phái nam chiếm 54% tổng số dân và phái nữ chiếm 46%. Birgaon có tỷ lệ 60% biết đọc biết viết, cao hơn tỷ lệ trung bình toàn quốc là 59,5%: tỷ lệ cho phái nam là 70%, và tỷ lệ cho phái nữ là 48%. Tại Birgaon, 21% dân số nhỏ hơn 6 tuổi.